# Carel van Savoyen
Carel van Savoyen noto anche come Carel van Savoy, Carel van Savoye, Carolus van Savoyen, Karel van Savoy e in fonti italiane Carlo da Savoia (Anversa, 1620 ? – Amsterdam, 24 gennaio 1665) è stato un pittore, incisore e editore fiammingo naturalizzato olandese attivo ad Anversa e Amsterdam.
È principalmente conosciuto per la sua pittura storica, i ritratti, le allegorie e la pittura di genere.

## Biografia

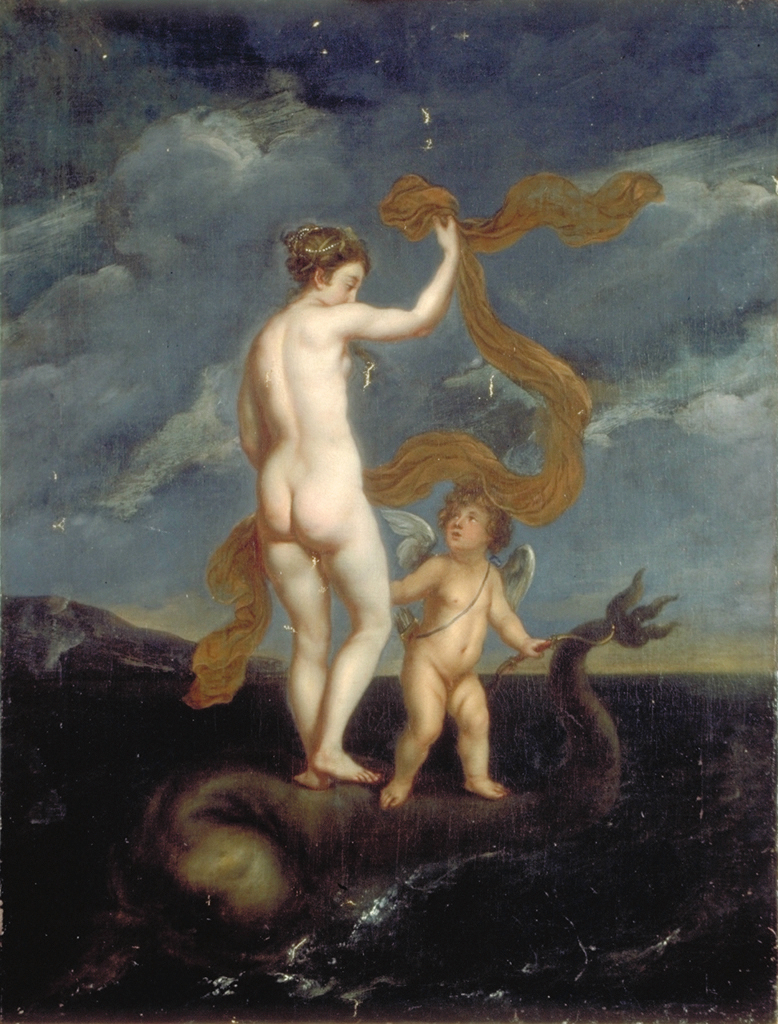
Venere ed Adone su un delfino

Nacque ad Anversa ed era il fratello maggiore di Philips van Savoy (o 'Philips van Savoyen') anche lui pittore e successivamente attivo ad Amsterdam.
Nel 1634-1635 venne registro ad Anversa, nella Corporazione di San Luca, come allievo del pittore ritrattista e di pittura storica Jan Cossiers. Si trasferì poi a Roma dove rimase dal 1643 al 1645.
L'artista venne registrato ad Amsterdam, il 20 aprile 1649, quando sposò Catharina Wandelman, figlia di un ricco mercante cattolico di Amsterdam. A quell'epoca aveva 28 anni e divenne cittadino di Amsterdam il 1º settembre dello stesso anno.
È noto per aver lavorato su due grandi dipinti, entrambi datati 1659, per le chiese dei Paesi Bassi settentrionali. Che Carel van Savoyen abbia ricevuto la commissione per questi due altari potrebbe aver avuto qualcosa a che fare con le connessioni della ricca famiglia cattolica di sua moglie, che lo rese cognato di un prete di Amsterdam. Anche il prestigio dell'arte fiamminga presso l'élite di Amsterdam potrebbe aver avuto un ruolo.

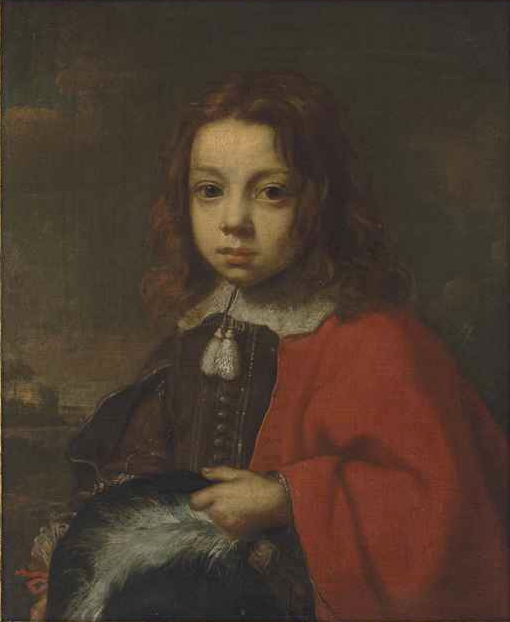
Ritratto di un ragazzo

Uno dei dipinti rappresentanti Venere e Adone divenne il soggetto di un poema del poeta olandese
Jan Vos. La sua opere venne anche lodata da Cornelis de Bie, nel suo libro di biografie di artisti del 1662, Het Gulden Cabinet. Questo dimostra che il suo lavoro era tenuto in grande considerazione da altri artisti del suo tempo. Successivamente cadde, tuttavia, nel dimenticatoio.
Rimase attivo ad Amsterdam fino alla sua morte avvenuta il 24 gennaio 1665.

## Opere
La piccola raccolta di opere esistenti di Carel van Savoyen comprende solo una dozzina di ritratti e alcuni dipinti di storia. Era noto per i suoi dipinti di soggetti religiosi e mitologici e per i suoi ritratti. Nel testo presente sotto l'autoritratto di Carel van Savoyen, che è stato incluso in Het Gulden Cabinet di Cornelis de Bie, l'artista è descritto come abile nel dipingere piccole figure, principalmente di donne nude.
Dipinse anche pittura di genere come nella composizione Uomo elegante che corteggia in un giardino formale (un tempo alla Galerie Jan de Maere). Questo dipinto raffigura un uomo elegantemente vestito che offre un fiore a una signora seduta a un tavolo in un giardino con statue classiche. In Interno con festa in musica (olio su tela, Hunterian Museum and Art Gallery, Glasgow), attualmente attribuito dal museo alla cerchia di Gillis van Tilborgh è probabile anche di Carel van Savoyen. In questo dipinto la dama con in mano una partitura musicale e l'uomo in piedi dietro il clavicembalo sembrano essere le stesse due figure raffigurate in Uomo elegante che corteggia in un giardino formale.

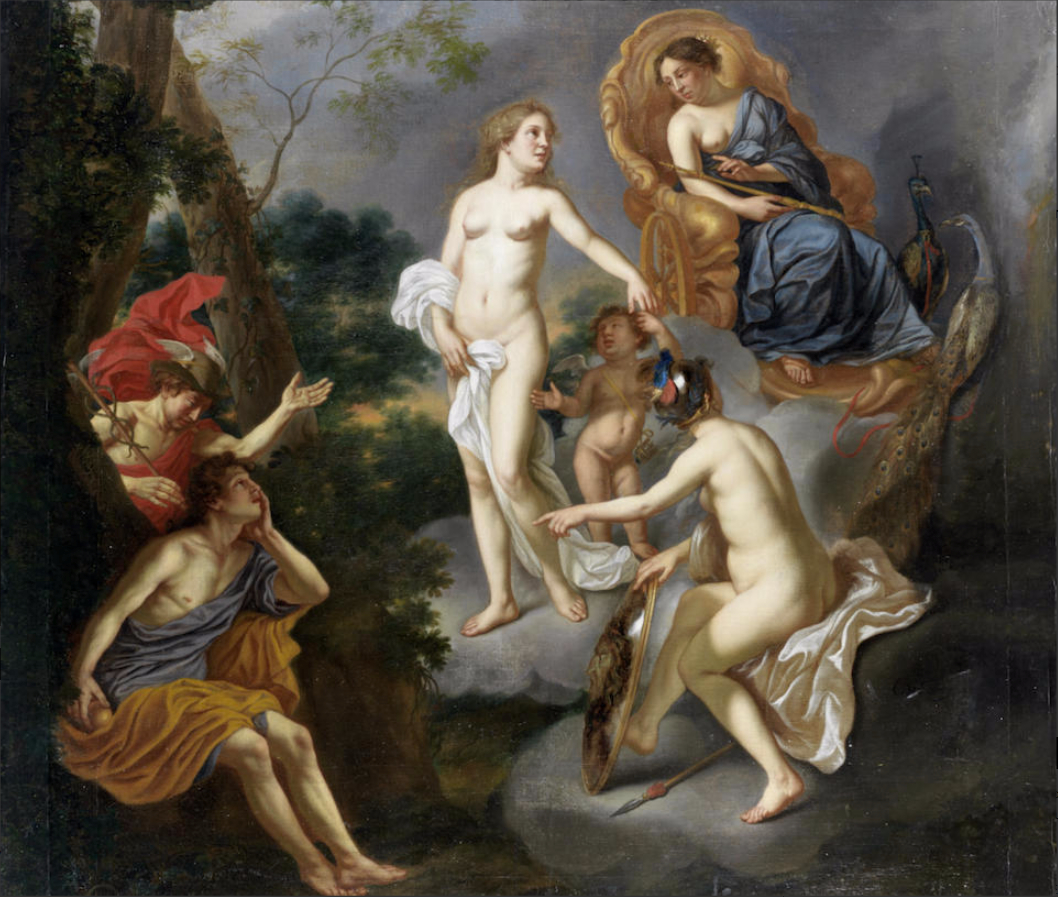
Il giudizio di Parigi

Un inventario quasi contemporaneo di Amsterdam elenca anche un'allegoria di sua mano. Un esempio dei dipinti allegorici di van Savoyen è la composizione Un'allegoria dell'abbondanza (firmata e datata 1651, su Jean Moust).
Durante il periodo di attività ad Anversa seguì lo stile del suo maestro Jan Cossiers e dell'importante ritrattista Gonzales Coques. Ad Amsterdam il suo lavoro venne influenzato da artisti locali come Rembrandt e Gérard de Lairesse. Il suo Ritratto di Frans Koerten venne inciso da Theodor Matham.
Un dipinto di Carel van Savoyen, di Jan de Doot, con in mano un calcolo renale a forma di uovo è appeso nella Raccolta di ritratti del Laboratorio di Patologia, che fa parte dell'Università di Leida nei Paesi Bassi. La storia dietro il dipinto è che Jan de Doot, un fabbro olandese, riferì di aver eseguito con successo una  rimozione di calcoli renali su se stesso nel 1651.
Sue opere si trovano nel Hessisches Landesmuseum di Darmstadt, nel Musée des Beaux-Arts di Bordeaux, nella cappella greco-ortodossa di Lipsia e nell'antica chiesa cattolica di Zaandam.